# ながさわたかひろ
ながさわ たかひろ（1972年8月 - ）は、日本の美術家。東京ヤクルトスワローズの全試合を銅版画やイラストを描き続けたことで知られる。

## 人物
山形県東根市生まれ。東根保育所、東根市立東根小学校、東根市立第一中学校、山形県立楯岡高等学校、武蔵野美術大学を卒業。2010年、岡本太郎現代芸術賞特別賞受賞。
母親が広島東洋カープファンだった影響で幼少期から野球好きで、野村克也監督時代のヤクルトファンだった。地元東北に東北楽天ゴールデンイーグルスが誕生し、野村克也が監督に就任したのを機に野球熱が再燃し、楽天を題材にした作品を制作しはじめる。一場靖弘が移籍したのを機に、2010年からヤクルトへと題材を移し、全試合を観戦し描き続けるようになる。当初は美大時代の専攻だった版画で描いていたが、単色でしか刷れず、時間がかかるということから2012年頃から色鉛筆をメイン画材とするようになった。